# Observatoire Piszkéstető
L'observatoire Piszkéstető est un observatoire astronomique situé dans les montagnes Mátra, en Hongrie, à environ 80 kilomètres au nord-est de la capitale Budapest. C'est une antenne de l'observatoire Konkoly, qui fut construit en 1958. Il est identifié par ses codes UAI 461 et 561 qui désignent respectivement l'université de Szeged et l'observatoire Konkoly. La planète mineure (37432) Piszkéstető est nommée d'après ce site d'observation, où elle fut découverte en 2002.
L'observatoire possède quatre télescopes :
- Un télescope Schmidt de 60/90/180 centimètres, depuis 1962
- Un télescope Cassegrain de 50 centimètres depuis 1966
- Un télescope Ritchey-Chrétien d'1 mètre depuis 1974
- Un télescope Ritchey-Chrétien de 40 centimètres depuis 2010.

Le Centre des planètes mineures le crédite de la découverte de 16 astéroïdes entre 2003 et 2010.